# 氷川神社 (足立区千住)
氷川神社（ひかわじんじゃ）は、東京都足立区千住4丁目にある神社。地名を冠して千住氷川神社（せんじゅひかわじんじゃ）とも称される。

## 歴史
- 元禄4年(1691年)創建。
- 明治初期、廃仏毀釈の時に本地仏が別当寺に移転。

## 文化財
- 明治5年（1872年）建造の山車（高さ7.5メートル）[1]。
- 宝暦2年（1752年）の大幟一対（長さ15メートル）、文化14年（1817年）の亀田鵬斎筆の幟[2]。

## 境内社
- 高正天満宮
- 稲荷神社
- 猿田彦神社

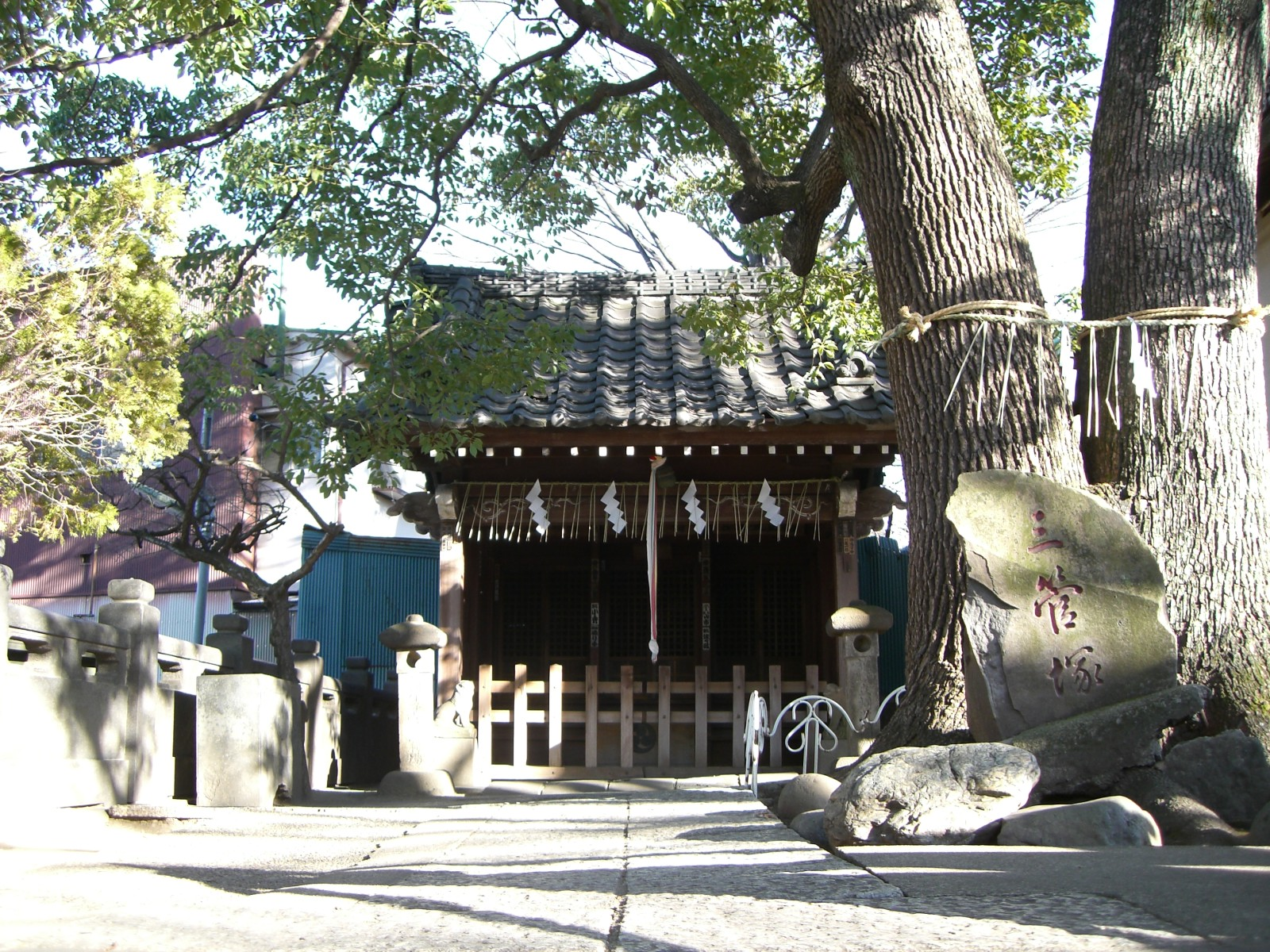
氷川神社境内社

高正天満宮は、千住4丁目の名主で、開拓の指揮を取った高梨家の菅公像を、断絶後の門地を継承した正木家が祠を建て祀った物。高梨と正木の頭文字が社号となっている。

## アクセス
北千住駅より徒歩10分

## 外部サイト
- 神社本庁 神社案内サイト
- 神社本庁